# 플라워베일 스트리트
《플라워베일 스트리트》(영어: Flowervale Street)는 2026년 개봉 예정인 미국의 SF 영화이다. 데이비드 로버트 미첼이 감독과 각본을 맡았다.

## 출연진
- 앤 해서웨이
- 이완 맥그리거
- 메이지 스텔라
- 크리스천 콘베리
- 조던 알렉사 데이비스
- P. J. 번